# Hicham Talhi
Hicham Talhi, né le 11 avril 1990 à Etterbeek, est un homme politique belge, membre d'Ecolo.

## Biographie
Hicham Talhi nait le 11 avril 1990 à Etterbeek.
Lors des élections régionales de 2019, Hicham Talhi est élu député au Parlement de la région de Bruxelles-Capitale.